# Žepovci
Žepovci je jednou z 21 vesnic, které tvoří občinu Apače ve Slovinsku. Ve vesnici v roce 2002 žilo 433 obyvatel.

## Poloha, popis
Rozkládá se v Pomurském regionu na severovýchodě Slovinska. Její rozloha je 4,98 km²[zdroj?] a rozkládá se v nadmořské výšce od 220 do 225 m. Vesnice leží při silnici č.438 a je vzdálena zhruba 3,5 km západně od Apače, střediskové obce občiny.
Sousedními vesnicemi jsou: Spodnje Konjišče na severu, Črnci a Mahovci na východě, Janhova na jihu a Žiberci na západě.

## Zajímavosti
- Hasičský dům z roku 1882
- Obnovený malý kostelík